# Al-Mubàrrad
Abu-l-Abbàs Muhàmmad ibn Yazid ibn Abd-al-Àkbar (àrab: أبو العباس محمد بن يزيد بن عبد الأكبر, Abū l-ʿAbbās Muḥammad b. Yazīd b. ʿAbd al-Akbar), conegut com a al-Mubàrrad (àrab: المُبَرِّد, al-Mubarrad) (Bàssora, 25 de març del 826 - Bagdad, octubre del 898), fou un filòleg i gramàtic àrab.
Després d'estudiar a la seva ciutat natal fou cridat a la cort abbàssida de Samarra pel califa al-Mutawakkil el 860. Quan el califa va morir el 861, se'n va anar a Bagdad, restant allí la major part de la resta de la seva vida, com a professor.
Al-Mubàrrad esdevingué el líder dels gramàtics de Bàssora enfront de l'escola de Kufa. El seu judici, tanmateix, era independent, com demostra el seu atac contra alguns punts de la gramàtica de Sibawayh, l'escriptor més gran de la seva pròpia escola. Va morir a Bagdad en 898.
El seu treball principal és de gramàtica i conegut com Al-Kamil (El Perfecte), que ha estat editat per W. Wright (Leipzig, 1864 seq.), i publicat a Constantinoble (1869) i el Caire (1891). També fou editat més darrerament per Muhammad Dali (Beirut, 1406/1986). Dos o tres altres treballs seus existeixen en manuscrit (d'acord amb C. Brockelmann, Geschichte der arabischen Litteratur, i.109 (Weimar, 1898).
Els escrits d'al-Mubàrrad es consideren que són la primera font que explica la història de Shahrbanu o Shahr Banu, la filla gran d'Isdigerdes III, l'últim rei sassànida de Pèrsia, que es va casar amb al-Hussayn ibn Alí, el net del profeta Mahoma i el tercer imam xiïta, i que fou la mare d'Alí Zayn-al-Abidín, el quart imam dels xiïtes.